# سانسور در هند
سانسور در هند (انگلیسی: Censorship in India) به‌طور کلی، شامل محدودیت گفتار یا سایر رسانه‌های عمومی است، موضوعات مربوط به آزادی بیان را که توسط قانون اساسی هند محافظت می‌شود، دربرمی‌گیرد.

## قوانین
قانون اساسی هند حقیقتاً آزادی بیان را تضمین می‌کند، اما به منظور حفظ هماهنگی عمومی و مذهبی، با توجه به پروسه تنش عمومی در میان آحاد ملت و به منظور حفظ یکپارچگی، محدودیت‌های خاصی را بر محتوا در نظر می‌گیرند. براساس قوانین فناوری اطلاعات ۲۰۱۱، محتوای قابل اعتراض شامل هر چیزی است که "وحدت، یکپارچگی، دفاع، امنیت یا حاکمیت هند را تهدید می‌کند، و همچنین روابط دوستانه با کشورهای خارجی یا نظم عمومی را نقض می‌کند.

## رتبه‌بندی
براساس گزارش آزادی در جهان، که در سال ۲۰۱۸ توسط خانه آزادی تهیه شده است، هند رتبه ۲٫۵ از لحاظ آزادی را به خود اختصاص داد، همچنین هند از لحاظ آزادی‌های مدنی رتبه ۳ و از لحاظ حقوق سیاسی رتبه ۲ را کسب کرد. لازم به یادآوری است که مقیاس رتبه‌بندی از ۱ (به معنای آزادترین) تا ۷ (حداقل آزادی) می‌باشد.
تحلیلگران گزارشگران بدون مرز در گزارش ۲۰۱۷ خود، هند را از لحاظ آزادی مطبوعات، در رده ۱۳۳ در جهان قرار دادند.
در سال ۲۰۱۶ خانه آزادی در گزارش آزادی مطبوعات خود به هند رتبه ۴۱ را اعطاء کرد. (با مقیاس صفر=بدترین و ۱۰۰= بهترین)

## سانسور رسانه‌ها

### مطبوعات
مطبوعات هند در حال حاضر از آزادی گسترده‌ای برخوردار است. آزادی بیان در قانون اساسی به رسمیت شناخته شده و قوانین هند، آزادی مطبوعات را تضمین می‌کند. البته، آزادی مطبوعات همیشه به اندازه امروزه قوی نبوده است. در سال ۱۹۷۵، دولت ایندیرا گاندی سانسور مطبوعات را به دلیل شرایط اضطراری اعمال کرد، که البته در مارس ۱۹۷۷ و پایان شرایط اضطراری سانسور برداشته شد.